# Carl Bohn
Carl Ernst Bohn (* 12. September 1749 in Hamburg; † 12. Mai 1827 in Weißenfels) war ein deutscher Buchhändler und Verleger.

## Leben und Wirken

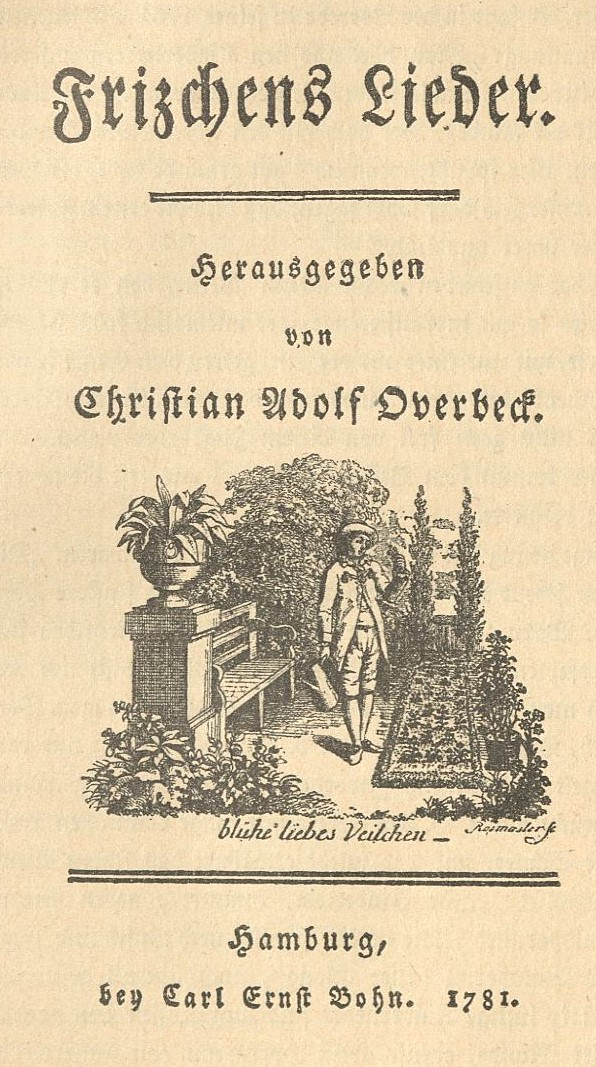
Christian Adolph Overbeck: Frizchens Lieder, bei Carl Ernst Bohn (1781)

Carl Bohn war der älteste Sohn von Johann Bohn und dessen erster Ehefrau Anna Felginer. Er übernahm die Buchhandlung seines Vaters und baute sie zur größten Buchhandlung Hamburgs aus. Gleichzeitig entwickelte sich die Buchhandlung zu einem Zentrum des literarischen Lebens der Hansestadt. Der größte Mitbewerber war die Heroldsche Buchhandlung. Bohn gelang es, den Konkurrenten hinter sich zu lassen und eine Zweigstelle in Kiel zu gründen. Hier bekam er 1775 eine Zulassung als Universitätsbuchhändler. Dabei halfen enge Kontakte zu norddeutschen Schriftstellern wie Matthias Claudius und Johann Heinrich Voß. 
Im Gegensatz zu seinem Vater beschritt Bohn neue Wege. Er sah schnell die Wichtigkeit der Handlungsakademie, die Johann Georg Büsch und Christoph Daniel Ebeling 1768 gegründet hatten. Bohn verlegte Werke, die in Kameralwissenschaften und Geografie genutzt wurden und machte dies zu einem Spezialgebiet des Verlages. Neben den Schriften von Büsch und Ebeling gehörte Johann Albert Heinrich Reimarus zu den Hauptautoren.
Jüngere Buchhändler, darunter Benjamin Gottlob Hoffmann und Friedrich Christoph Perthes, übernahmen Ende des 18. Jahrhunderts die Marktführerschaft in Hamburg. Die Patriotische Gesellschaft von 1765 erwarb 1805 Bohns Wohnhaus. Spätestens 1812 zog der Buchhändler nach Weißenfels. Zuvor hatte er das Geschäftshaus und höchstwahrscheinlich auch das Bücherlager an den Antiquar C. E. Haeßler verkauft. August Campe erhielt 1816 Bohns Verlagsrechte.